# Isonychus schneblei
Isonychus schneblei är en skalbaggsart som beskrevs av Frey 1964. Isonychus schneblei ingår i släktet Isonychus och familjen Melolonthidae. Inga underarter finns listade i Catalogue of Life.